# جو دونوهو
جو دونوهو (بالإنجليزية: Joe Donoho)‏ هو لاعب كرة قدم أمريكي في مركز الدفاع، ولد في 16 مايو 1985 في تامبا في الولايات المتحدة. لعب مع Tampa Bay Rowdies ‏.